# 伊勢市議会
伊勢市議会（いせしぎかい）は、三重県伊勢市に設置されている地方議会（合議制）である。

## 概要
2005年11月1日、合併時の各自治体の議員数は、旧・伊勢市28名、旧・度会郡二見町16名、旧・小俣町20名、旧御薗村14名で、市町村合併前の議員定数は78名であった。その後、新制伊勢市へ移行後は順次定員数を削減している。また、2005年11月に議員定数を34名、2009年11月に28名、2017年11月に26名と定員数の削減施策を実施している。2020年8月には、更に2名減の定数24名とすることを市議会議長宛てに議員定数検討会が報告書を提出した。
- 定数：26人
- 任期：第4期 4年 (2017年11月27日～2021年11月26日）
- 選挙区：市全体を1選挙区とする大選挙区制（単記非移譲式）
- 議長：	浜口和久（志誠会）
- 副議長：吉岡勝裕（勢風会）

### 関連
- 内閣府公表資料によると、伊勢市議会における女性参画率は8.0%（2人/25人・令和元年12月31日現在）と公表されている。[2]

## 運営
2014年度の議会費は359,827千円（3億5,982万7,000円）となっている。

### 会期
伊勢市議会の定例会は、毎年3月、6月、9月及び12月に召集され、その他にも必要に応じて臨時会が開催される。

### 議会傍聴
伊勢市議会は議会傍聴の利便性向上の一環として、本会議及び委員会でのインターネット中継の実施、議会報告会の開催を行なっている。

## 委員会
| 委員会名       | 定数 | 所轄事項 | 委員長   | 副委員長 |
| -------------- | ---- | -------- | -------- | -------- |
| 総務政策委員会 | 9    |          | 小山敏   | 山本正一 |
| 教育民生委員会 | 9    |          | 吉井詩子 | 久保真   |
| 産業建設委員会 | 8    |          | 北村勝   | 宮﨑誠   |
| 議会運営委員会 | 9    |          | 岡田善行 | 久保真   |

その他
| 合議会名                     | 定数 | 一部事務組合議会議員 （伊勢市議会選出議員）                                                 |
| ---------------------------- | ---- | ------------------------------------------------------------------------------------------- |
| 伊勢広域環境組合             | 10   | 中村功、上村和生、北村勝、楠木宏彦、福井輝夫、 品川幸久、藤原清史、西山則夫、小山敏、宿典泰 |
| わたらい老人福祉施設組       | 3    | 吉井詩子、岡田善行、世古口新吾                                                              |
| 三重県後期高齢者医療広域連合 | 1    | 浜口和久                                                                                    |

## 会派
| 会派名       | 議席数 | 議員名                                                   | 所属党派   | 女性議員数 | 女性議員の比率(%) |
| ------------ | ------ | -------------------------------------------------------- | ---------- | ---------- | ----------------- |
| 勢風会       | 6      | 藤原清史、世古口新吾、久保真、北村勝、吉岡勝裕、山本正一 |            | 0          | 0                 |
| 志誠会       | 6      | 中村功、福井輝夫、野口佳子、井村貴志、岡田善行、浜口和久 |            | 1          | 16.67             |
| 新政いせ     | 4      | 上村和生、西山則夫、宮崎誠、世古明                       |            | 0          | 0                 |
| 公明党       | 2      | 吉井詩子、辻孝記                                         | 公明党     | 1          | 50                |
| 日本共産党   | 1      | 楠木宏彦                                                 | 日本共産党 | 0          | 0                 |
| 祥山会       | 1      | 小山敏                                                   |            | 0          | 0                 |
| 洗心         | 1      | 鈴木豊司                                                 |            | 0          | 0                 |
| 政友会       | 1      | 宿典泰                                                   |            | 0          | 0                 |
| 信貫         | 1      | 品川 幸久                                                |            | 0          | 0                 |
| 野崎りゅうた | 1      | 野崎隆太                                                 |            | 0          | 0                 |
| 欠員         | 0      |                                                          |            | 0          | 0                 |
| 計           | 26     |                                                          |            | 2          | 7.69              |

（2021年1月26日現在）

## 議員報酬と諸手当
| 役職   | 報酬            | 期末手当         | 政務活動費     | 合計支給額       |
| ------ | --------------- | ---------------- | -------------- | ---------------- |
| 議長   | 月額 56万4000円 | 年間 230万1120円 | 月額 3万0000円 | 年間 906万9156円 |
| 副議長 | 月額 50万6000円 | 年間 206万4480円 | 月額 3万0000円 | 年間 817万2480円 |
| 議員   | 月額 44万8000円 | 年間 182万7840円 | 月額 3万0000円 | 年間 756万3840円 |

- 「伊勢市議会の議員の議員報酬及び費用弁償等に関する条例」により規定。[8]
- 伊勢市議会議員の政務活動費は、「伊勢市議会政務活動費の交付に関する条例 平成17年11月1日 条例第5号(平成25年3月1日施行)」に基づき、毎月初に交付。
- 地方公務員災害補償法（第69条、第70条）に基づき、「議会の議員その他非常勤の職員の公務災害補償等に関する条例 平成17年11月1日 条例第30号 (令和2年4月1日施行)」が定められ、公務災害補償が明記されている。

## 選挙

### 一般選挙
新設合併後（2005年以降）
| 任期  | 選挙執行日               | 当日有権者数 | 最終投票率 | 定数 | 立候補者数 | 執行理由   | 任期                           |
| ----- | ------------------------ | ------------ | ---------- | ---- | ---------- | ---------- | ------------------------------ |
| 第5期 | 2021年(令和03年)10月31日 | ---,---人    | --.--%     | 24人 | --人       | 任期満了時 | 2021年11月--日～202-年--年--日 |
| 第4期 | 2017年(平成29年)10月29日 | 107,512人    | 51.13%     | 26人 | 30人       | 任期満了   | 2017年11月27日～2021年11月26日 |
| 第3期 | 2013年(平成25年)10月27日 | 107,119人    | 61.19%     | 28人 | 30人       | 任期満了   | 2013年11月27日～2017年11月26日 |
| 第2期 | 2009年(平成21年)11月15日 | 108,288人    | 66.89%     | 28人 | 33人       | 任期満了   | 2009年11月27日～2013年11月26日 |
| 第1期 | 2005年(平成17年)11月27日 | 109,293人    | 07.99%     | 34人 | 43人       | 任期満了   | 2005年11月27日～2009年11月26日 |

### 補欠選挙
| 選挙執行日               | 当日有権者数 | 最終投票率 | 定数 | 立候補者数 | 執行理由 | 任期   |
| ------------------------ | ------------ | ---------- | ---- | ---------- | -------- | ------ |
| 20--年(令和0-年)--月--日 | --,---人     | --.--%     | -人  | -人        | --       | 調査中 |